# Lamprospiza
Lamprospiza is een geslacht van zangvogels uit de familie Mitrospingidae (afsplitsing van de Tangaren).

## Soorten
Het geslacht kent de volgende soort:
- Lamprospiza melanoleuca – Roodsnaveltangare